# La Creueta de Navarcles
La Creueta de Navarcles és una creu de terme del municipi de Navarcles (Bages) inclosa en l'Inventari del Patrimoni Arquitectònic de Catalunya.

## Descripció
És una creu llatina de xapa de ferro muntada sobre un pedestal de pedra. La creu presenta el braços rectes rematats per formes decoratives en forma de cor invertit que recorden, de lluny, la flor de lis. Aquests remats són ressaltats per una motllureta soldada, d'idèntic perfil, que engrandeix les seves dimensions. Al centre de la creuera es disposen eixos en diagonal guarnits amb elements de forja entrellaçats creant un aspecte final d'aurèola ornamental. La creu resta encastada en una peanya piramidal de planta quadrada realitzada amb pedes irregulars, semblants als còdols, unides amb pasta.

## Història
Aquesta creu, indicativa del límit municipal, s'aixecà en substitució de la creu antiga, destruïda durant la guerra civil del 1936. Estava ubicada en zona rural, darrere l'actual carrer de la Creueta en el tram comprès entre el carrer Montserrat i l'avinguda de la Generalitat. En el seu emplaçament actual s'hi plantà l'any 1956.